# Petru Lucinschi
Petru Chiril Lucinschi (moldaviska kyrilliska: Петру Кирил Лучински, ryska: Пётр Кири́ллович Лучи́нский, Pjotr Kirillovitj Lutjinskij, ukrainska: Петро́ Кири́лович Лучи́нський, Petro Kyrylovytj Lutjynskyj), född 27 januari 1940 i Rădulenii Vechibyn, Sorocas län i Rumänien (nuvarande distriktet Floreşti i Moldavien), var Moldaviens andra president 1997–2001. Från 1971 var han medlem av Moldaviens kommunistpartis politbyrå.